# Gascoyne (rivier)

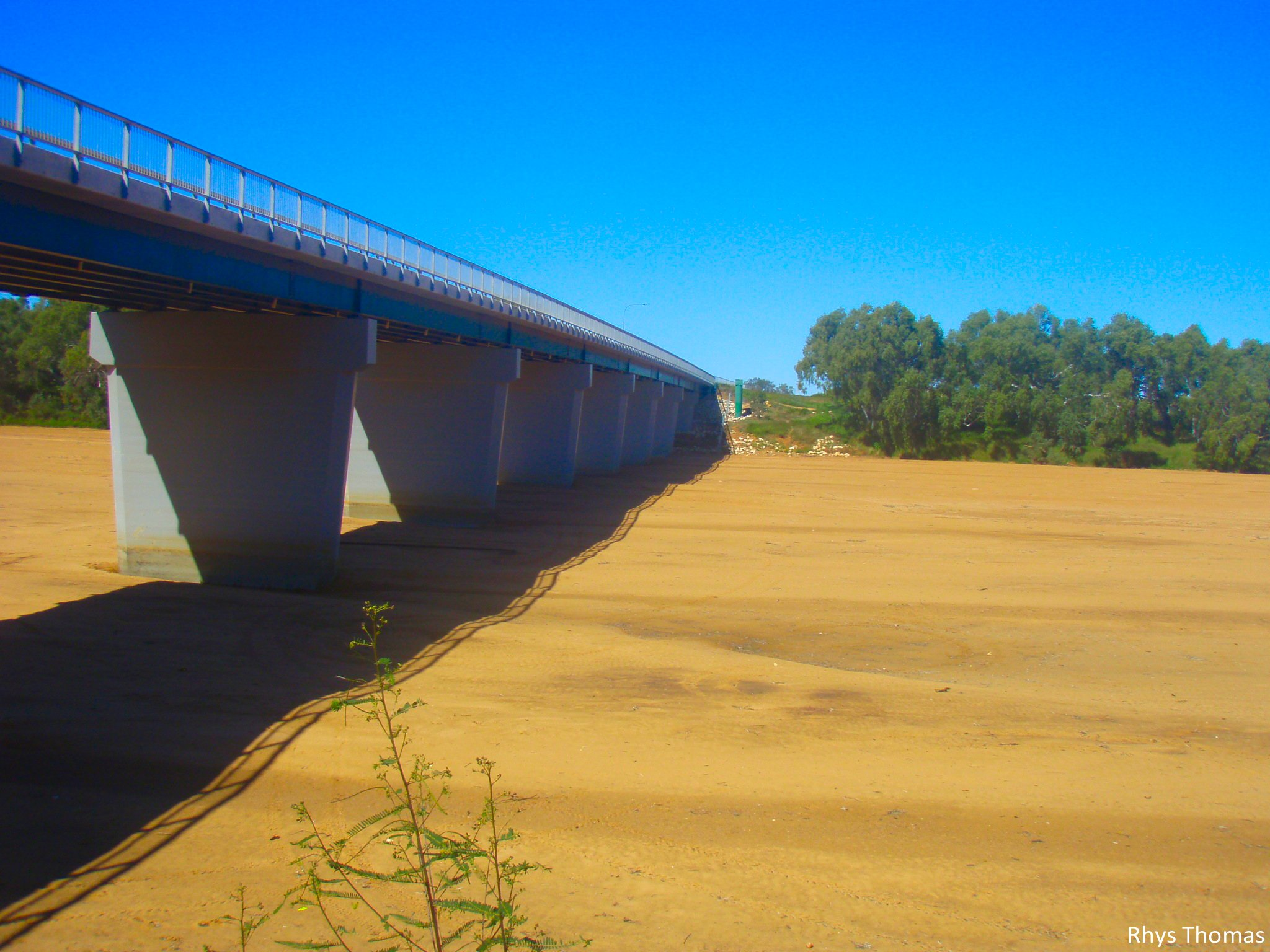
De Gascoyne bij Carnarvon (West-Australië)

De Gascoyne is een 760km lange rivier in West-Australië. De bron ligt in het Robinson Ranges-gebergte, ten westen van de Gibsonwoestijn. De rivier mondt uit in de Indische Oceaan bij de plaats Carnarvon. Ongeveer 160 km voor de monding voegt de rivier Lyons zich bij de Gascoyne.
De rivier is door luitenant George Grey genoemd naar kapitein J. Gascoyne, een vriend van de luitenant.